# Associazione Calcio Novara 1947-1948
Questa voce raccoglie le informazioni riguardanti  l'Associazione Calcio Novara nelle competizioni ufficiali della stagione 1947-1948.

## Rosa
| N. |                   | Ruolo | Calciatore         |
| -- | ----------------- | ----- | ------------------ |
|    | Italia (bandiera) | A     | Lanfranco Alberico |
|    | Italia (bandiera) | C     | Ambrogio Baira     |
|    | Italia (bandiera) | D     | Giovanni Benedetto |
|    | Italia (bandiera) | D     | Livio Bussi        |
|    | Italia (bandiera) | C     | Elio Canonico      |
|    | Italia (bandiera) | C     | Walter Carasso     |
|    | Italia (bandiera) | C     | Giulio Castelli    |
|    | Italia (bandiera) | P     | Enrico Costanzo    |
|    | Italia (bandiera) | D     | Aldo Falzotti      |
|    | Italia (bandiera) | A     | Aldo Foglio        |

| N. |                   | Ruolo | Calciatore         |
| -- | ----------------- | ----- | ------------------ |
|    | Italia (bandiera) | D     | Edoardo Galimberti |
|    | Italia (bandiera) | A     | Giovanni Groppo    |
|    | Italia (bandiera) | C     | Giuseppe Mainardi  |
|    | Italia (bandiera) | A     | G. Parocchini      |
|    | Italia (bandiera) | A     | Silvio Piola       |
|    | Italia (bandiera) | A     | Piero Pombia       |
|    | Italia (bandiera) | P     | Celestino Russova  |
|    | Italia (bandiera) | A     | G. Trombello       |
|    | Italia (bandiera) | A     | R. Zacchi          |